# 9703 Sussenbach
9703 Sussenbach è un asteroide della fascia principale. Scoperto nel 1973, presenta un'orbita caratterizzata da un semiasse maggiore pari a 2,3314109 UA e da un'eccentricità di 0,0683002, inclinata di 3,72477° rispetto all'eclittica.